# Goeldia obscura
Espèce
Synonymes
- Titanoeca obscura Keyserling, 1878

Goeldia obscura est une espèce d'araignées aranéomorphes de la famille des Titanoecidae.

## Distribution
Cette espèce se rencontreen Colombie, au Pérou et aux îles Galápagos.

## Description
La femelle holotype mesure 5,4 mm.
Le mâle décrit par Almeida-Silva et Brescovit en 2024 mesure 4,9 mm et la femelle 5,40 mm, les femelles mesurent de 4,82 à 6,15 mm.

## Systématique et taxinomie
Cette espèce a été décrite sous le protonyme Titanoeca obscura par Keyserling en 1878. Elle est placée dans le genre Amaurobius par Petrunkevitch en 1911. Elle est placée en synonymie avec Goeldia funesta par Lehtinen en 1967. Goeldia funesta est relevée de synonymie par Almeida-Silva et Brescovit en 2024.

## Publication originale
- Keyserling, 1878 : « Spinnen aus Uruguay und einigen anderen Gegenden Amerikas. » Verhandlungen der Kaiserlich-Königlichen Zoologisch-Botanischen Gesellschaft in Wien, vol. 27, p. 571-624 (texte intégral).